# 翁格马尔-格努维尔
翁格马尔-格努维尔（法語：Honguemare-Guenouville，法語發音：[ɔ̃ɡmaʁ ɡənuvil]）是法国厄尔省的一个市镇，属于贝尔奈区。该市镇于1855年由原市镇翁格马尔（Honguemare）和格努维尔（Guenouville）合并而成。

## 地理
翁格马尔-格努维尔（49°22'21"N, 0°49'1"E）面积9.3 平方千米，位于法国诺曼底大区厄尔省，该省份为法国北部内陆省份，北起滨海塞纳省，西接奧恩省和卡爾瓦多斯省，南至厄尔-卢瓦省，东临瓦兹省、瓦兹河谷省和伊夫林省。
与翁格马尔-格努维尔接壤的市镇（或旧市镇、城区）包括：塞纳河畔巴讷维尔、博古埃、布克托、阿沙尔堡、欧维尔、勒朗丹。

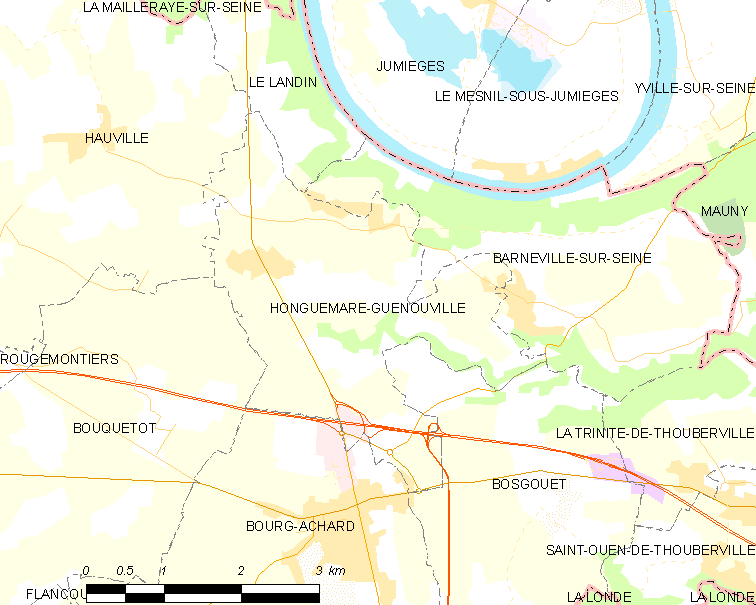
翁格马尔-格努维尔的OSM定位图

翁格马尔-格努维尔的时区为UTC+01:00、UTC+02:00（夏令时）。

## 行政
翁格马尔-格努维尔的邮政编码为27310，INSEE市镇编码为27340。

## 政治
翁格马尔-格努维尔所属的省级选区为阿沙尔堡县。

## 人口

1962-2008年间翁格马尔-格努维尔人口变化图示

翁格马尔-格努维尔于2022年1月1日时的人口数量为702人。